# 蒙托罗 (阿韦利诺省)

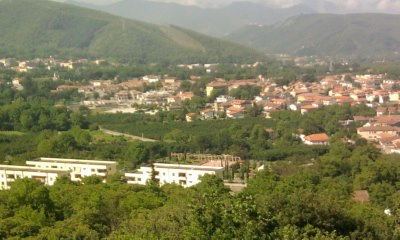
风景

蒙托罗（義大利語：Montoro）是意大利坎帕尼亞大區阿韋利諾省的市镇。面积为40.14平方公里，人口数量为19,776人（2017年）。

## 历史
蒙托罗市镇成立于2013年。经过公投后，原上蒙托罗和下蒙托罗两市镇在2013年12月3日正式合并为蒙托罗市镇。2015年蒙托罗市镇获得城镇地位。